# Бадев, Атанас
Атанас Бадев (14 января 1860, Прилеп — 21 сентября 1908,Кюстендил) — болгарский хоровой дирижёр, композитор, музыкальный теоретик и музыкальный педагог, автор православной хоровой музыки, песен для детей и обработок народных песен.
Родом из (османской) Македонии.

## Биография
Среднее образование получил в Фессалоники (Солуни) в городской болгарской мужской гимназии и в Софии. Затем изучал математику в Новороссийском университете в Одессе, учился в Московской православной Синодальной школе пения. В 1888—1889 годах для обучения Бадева были выделены средства от болгарского правительства в виде специального гранта для молодых талантов. С 1886—1890 годах пел в придворной капелле в Санкт-Петербурге, где также брал уроки композиции у Н. А. Римского-Корсакова (между 1886 и 1890) и М. Балакирева. Затем вернулся в Македонию.
Начиная с 1890—1891 годов, а затем в 1896 работал учителем музыки в Салониках, в 1892 — в Битоле, в 1897—1898 — в Русе, в 1899 — в местной семинарии в Самокове, с 1901 до смерти — в Кюстендиле. В Прилепе и Салониках руководил школьными и самодеятельными хорами, возглавлял православный хор, способствовал популяризации русской литургической музыки.
Автор теории неравнодлительных тактов на базе болгарского музыкального фольклора («Ритмика и метрика на българските народни песни», 1904). Автор более 40 гармонизаций записанных им народных и детских песен (среди которых «Химн на св. Кирил и Методий»). Большой знаток современной ему монодийной музыки Болгарской Церкви, а также русского хорового церковного пения, которое он включал в репертуар руководимых им церковных хоров. А. Бадев написал первый болгарский авторский многоголосный цикл литургии (Златоустова литургия за смесен хор — сочинения и гармонизации"), стремясь создать, по его словам, «гармонизованную литургию точного церковного стиля на болгарской почве».

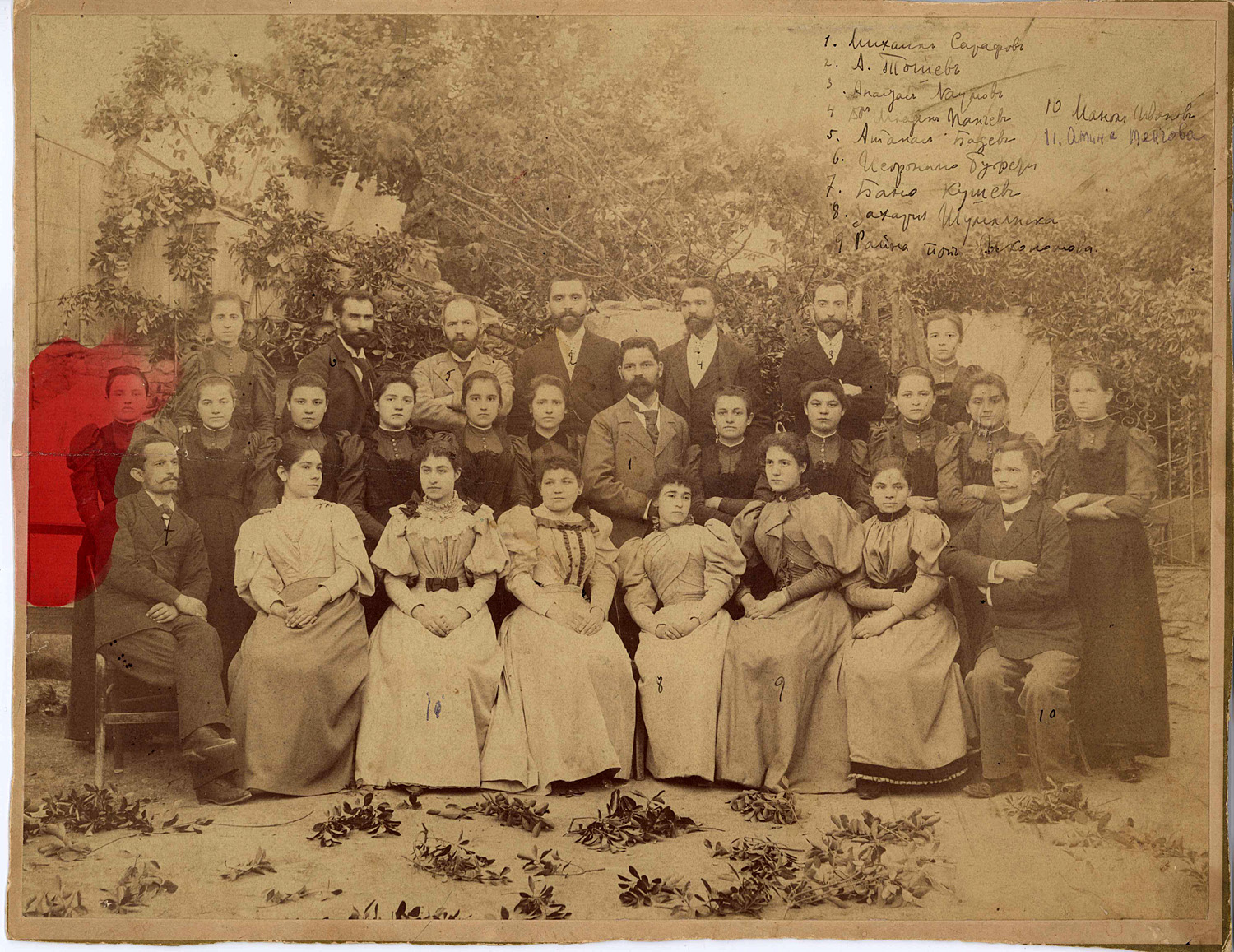
А. Бадев в качестве учителя женской школы в Салониках, третий слева в верхнем ряду. В правом углу фотографии — подписи учителей, автограф Бадева под номером 5

Эта работа была опубликована в Лейпциге в 1898 году и является одной из важнейших работ южнославянских авторов этого типа конца XIX века. А. Бадев использовал как оригинальные образцы болгарского церковного мелоса, так и собственные мелодии. Его гармонизации отличаются стилистическим единством и своеобразным подходом к церковнопевч. осмогласию. В форме духовного концерта выполнен причастен «Хвалите Господа с небес» (соло баса и имитационное построение — фугато).